# Флаг Бишкека
Флаг Бишкека является официальным символом города республиканского значения Бишкек.

## Описание
Флаг города представляет собой синее полотнище, на котором в белом круге изображен герб Бишкека.